# Raúl Arsenio Oviedo
Raúl Arsenio Oviedo è un centro abitato del Paraguay, situato nel dipartimento di Caaguazú. Forma uno dei 21 distretti del dipartimento.

## Popolazione
Al censimento del 2002 la località contava una popolazione urbana di 1.327 abitanti (27.734 nel distretto).

## Caratteristiche
Chiamata inizialmente Colonia Jhovy, Raúl Arsenio Oviedo prese il suo attuale nome nel 1975 in onore ad un politico morto nel 1960; nel 1985 fu elevata alla categoria di distretto. Le principali attività economiche dei suoi abitanti sono l'agricoltura e l'allevamento; nel distretto sono presenti anche diverse colonie mennonite.